# Pedro Soto (humorista)
Pedro Edgard Soto (Punto Fijo, 21 de diciembre de 1941 – Guatire, 17 de julio de 2009), más conocido como El Gato Soto, fue un actor y comediante venezolano, nacido en la ciudad de Punto Fijo en la Península de Paraguaná en Falcón.
Conocido por su característico humor y picardia con personajes emblemáticos como El Hermano Cocó que representaba a un "Milagroso" curandero y estafador de ficción que timaba a sus seguidores con el característico "Despojo" y su frase "La fe mueve montañas, pero hay que pagar" era ayudado por sus ferviles ayudantes "El Coconazo", "Forro de Urna" ("Negrura") y su Bella y sexy secretaria "la Coconaza" interpretada por Gladiuska Acosta convirtiéndose en una de los segmentos cómicos más populares de esa época, otros de sus personajes Lilí y Lulú, Unas presentadoras de televisión chismosas y faranduleras junto con Nelson Paredes, cuya frase inicial era Buenas Noches Venezuela y Parte de Paraguaná, Tuti y Frutti junto con Henry Rodríguez personificaban a dos cómicos estilistas faranduleros que embaucaban y chismoseaban a las estrellas.

## Carrera
Dio sus primeros pasos en su carrera artística como músico junto a Nelson Paredes formó un conjunto de música criolla a principios de los años 60, y el mismo se presentó en “El Show de Renny”. Más adelante, el equipo de producción de Radio Rochela, de Radio Caracas Televisión RCTV, necesitaban una banda musical para que participara en un sketch y fue entonces cuando se mostró por primera vez en el show. Inicialmente trabajó como extra en numerosos segmentos, siendo su primer personaje “El Sirviente Nicanor”. Se desdobló en innumerables ocasiones para interpretar a diferentes personajes, de los cuales muchos quedarán pautados en la historia venezolana, como “El Hermano Cocó” , “Lilí y Lulú” y "tuti y frutti" y otras caracterizaciones. 
En el año 2003 se retira de la Radio Rochela por diferencias políticas con la línea editorial del canal, en el año 2004 comienza un nuevo proyecto ahora en el canal estatal Venezolana de Televisión llamado "Lo que viene es Bueno" donde actuaba realizando diferentes skecth con antiguos actores que en el pasado habían actuado en RCTV y Venevisión como Nene Quintana sin embargo al poco tiempo el programa fue retirado del aire. 
En el año 2007 tuvo una corta aparición de nuevo en la televisión en el programa "Sonrisas y Carcajadas" a través de la nueva Televisora Estatal TVes, junto con su amigo Nelson Paredes mas fue cancelado debido a bajo índice de audiencia.

## Muerte
Murió en la tarde del 17 de julio de 2009 acompañado de sus familiares en Guatire, estado Miranda, víctima de una obstrucción intestinal complicada con diabetes. 
Su Viuda Marvellis Zerpa comento "tenía algunos meses mal de salud. Estuvo hospitalizado y con la ayuda de doctores amigos, después nos lo trajimos para la casa. Las últimas dos semanas empeoró y hasta le costaba respirar" Un día antes en la tarde, hubo una reunión en su casa con los hijos de Soto y algunos amigos de la Iglesia cristiana. "Justo cuando el pastor terminó de predicar, Pedro Soto) empezó a aplaudir con una sonrisa y nos hizo señas para que nosotros también aplaudiéramos. Después, nos pidió que lo dejáramos solo y cuando lo fuimos a ver, ya se había ido", palabras de su querida esposa. 
Como homenaje póstumo Radio Rochela le conmemoró con un programa especial dedicado a sus personajes más recordados. 